# Jhoan Arenas
Jhoan Manuel Arenas Delgado (Chinácota, Colombia, 16 de enero de 1990) es un exfutbolista colombiano nacionalizado venezolano. Jugaba como centrocampista y su último Club fue el Boyacá Chicó de la Categoría Primera A de Colombia.

## Clubes
| Club                    | País       | Temporadas  |
| ----------------------- | ---------- | ----------- |
| Independiente Medellín  | Colombia   | 2007        |
| Cúcuta Deportivo        | Colombia   | 2008        |
| Independiente Medellín  | Colombia   | 2009        |
| CD San Antonio          | Venezuela  | 2009 - 2013 |
| Deportivo La Guaira     | Venezuela  | 2013        |
| Zamora                  | Venezuela  | 2014 - 2015 |
| Estudiantes de Mérida   | Venezuela  | 2016        |
| Akzhayik                | Kazajistán | 2017        |
| Academia Puerto Cabello | Venezuela  | 2018        |
| Atlético Venezuela      | Venezuela  | 2019        |
| Cúcuta Deportivo        | Colombia   | 2020        |
| Boyacá Chicó            | Colombia   | 2021        |

## Estadísticas
| Club                                | Temporada           | Liga  | Liga  | Copa Nacional | Copa Nacional | Copa Internacional | Copa Internacional | Total | Total |
| Club                                | Temporada           | Part. | Goles | Part.         | Goles         | Part.              | Goles              | Part. | Goles |
| ----------------------------------- | ------------------- | ----- | ----- | ------------- | ------------- | ------------------ | ------------------ | ----- | ----- |
| Independiente Medellín · Colombia   | 2009                | 1     | 0     | 0             | 0             | -                  | -                  | 1     | 0     |
| Independiente Medellín · Colombia   | Total               | 1     | 0     | 0             | 0             | 0                  | 0                  | 1     | 0     |
| Zamora · Venezuela                  | 2013/14             | 9     | 0     | 0             | 0             | 6                  | 0                  | 15    | 0     |
| Zamora · Venezuela                  | 2014/15             | 31    | 3     | 1             | 0             | 4                  | 0                  | 36    | 3     |
| Zamora · Venezuela                  | 2015                | 16    | 5     | 0             | 0             | 1                  | 0                  | 17    | 5     |
| Zamora · Venezuela                  | Total               | 56    | 8     | 1             | 0             | 11                 | 0                  | 68    | 8     |
| Estudiantes de Mérida · Venezuela   | 2016                | 26    | 4     | 0             | 0             | -                  | -                  | 26    | 4     |
| Estudiantes de Mérida · Venezuela   | Total               | 26    | 4     | 0             | 0             | 0                  | 0                  | 26    | 4     |
| Akzhayik · Kazajistán               | 2017                | 25    | 1     | 1             | 0             | -                  | -                  | 26    | 1     |
| Akzhayik · Kazajistán               | Total               | 25    | 1     | 1             | 0             | 0                  | 0                  | 26    | 1     |
| Academia Puerto Cabello · Venezuela | 2018                | 15    | 3     | 0             | 0             | -                  | -                  | 15    | 3     |
| Academia Puerto Cabello · Venezuela | Total               | 15    | 3     | 0             | 0             | 0                  | 0                  | 15    | 3     |
| Total en su carrera                 | Total en su carrera | 123   | 16    | 2             | 0             | 11                 | 0                  | 136   | 16    |

## Palmarés

### Campeonatos nacionales
| Título                        | Club   | País      | Año     |
| ----------------------------- | ------ | --------- | ------- |
| Torneo Clausura               | Zamora | Venezuela | 2013    |
| Primera División de Venezuela | Zamora | Venezuela | 2012-13 |
| Torneo Clausura               | Zamora | Venezuela | 2014    |
| Primera División de Venezuela | Zamora | Venezuela | 2013-14 |